# Макс Ернст
Макс Ернст (на немски: Max Ernst) e германски художник – живописец, график и скулптор, живял дълго време във Франция и Съединените щати, ярък представител на дадаизма и сюрреализма.

## Биография
Макс Ернст е роден на 2 април 1891 година в Брюл, недалеч от Кьолн, като трето от общо девет деца на глухонемия учител Филип Ернст и неговата съпруга Луизе (по баща Коп). Първият контакт с рисуването получава от баща си.
През 1908 година завършва гимназия и от 1909 до 1914 година следва философия, психология и рисуване в университета в Бон. През 1913 година се мести в Париж и се заселва в Монпарнас. От 1918 до 1926 година е женен за бившата си колежка, еврейката Луизе Щраус-Ернст. Двамата имат през 1920 година син Ханс-Улрих Ернст, който става художник с името Джими Ернст.
През 1920 година Ернст организира в Кьолн групата Дада. През 1922 година се връща обратно в Монпарнас и живее заедно с Гала Дали. От 1924 година Ернст е един от най-важните художници на сюрреализма. В края на 30-те години живее с младата художничка Леонора Карингтън.
След началото на Втората световна война е арестуван за кратко като германски гражданин, а след окупацията на Франция – отново от германските власти, но през 1941 година успява да замине за Съединените щати с помощта на богатата Пеги Гугенхайм, за която се жени малко по-късно в Ню Йорк. През 1946 г. се развежда и се жени за художничката Доротея Танинг в Бевърли Хилс, двамата живеят в Седона. През 1953 година се завръща в Париж, а през 1964 година се установява в югоизточна Франция, в провансалското градче Сейян (деп. Вар).
Умира един ден преди 85-ия си рожден ден и е погребан в Пер Лашез в Париж.

## Посмъртно признание
През 2005 г. е открит музей на Макс Ернст в родния му град Брюл.

## Избрани творби
| | | |
| - Trophy, Hypertrophied (1919) - Farewell My Beautiful Land of Marie Laurencin. Help! Help! (1919) - Aquis Submersus (1919) - Fruit of a Long Experience (1919) - Two Ambiguous Figures (1919) - Little Machine Constructed by Minimax Dadamax in Person (1919 – 1920) - The Hat Makes the Man (1920) - Murdering Airplane (1920) - Here Everything is Still Floating (1920) - Dada Gauguin (1920) - The Small Fistule that Says Tic Tac (1920) - The Gramineous Bicycle Garnished with Bells the Dappled Fire Damps and the Echinoderms Bending the Spine to Look for Caresses (1920 – 1921) - The Elephant Celebes (1921) - Birds, Fish-Snake and Scarecrow (1921) - Seascape (1921) - Approaching Puberty or the Pleiads (1921) - Young Chimera (1921) - Beim Rendezvous der Freunde (1922) - Oedipus Rex (1922) - Castor and Pollution (1923) - Heilige Cäcilie – Das unsichtbare Klavier (1923) - Men Shall Know Nothing of This (1923) - Histoire Naturelle (1923) - The Equivocal Woman (1923) - Pieta or Revolution by Night (1923) - Ubu Imperator (1923) - Woman, Old Man and Flower (1923 – 1924) | - Two Children are Threatened by a Nightingale (1924) - Dadaville (1924) - Mer et Soleil – Lignes de Navigation (1925) - Histoire Naturelle (1925) - Paris Dream (1925) - The Couple in Lace (1925) - Eve, the Only One Left to Us (1925) - The Numerous Family (1926) - The Kiss (1927) - Der grosse Wald (1927) - Gulf Stream (1927) - Forêt (1927) - Forêt et soleil (1927) - The Wood (1927) - Fishbone Forest (1927) - Tree of Life (1928) - The Sea (1928) - Die Erwählte des Bösen (1928) - La Femme 100 tetes (1929) - Et les Papillions se Mettent a Chanter (1929) - Snow Flowers (1929) - Loplop Introduces Loplop (1930) - Human Form (1931) - Zoomorphic Couple (1933) - The Entire City (1934) - Une Semaine de Bonté (1934) - The Whole City (1935) - Landscape with Wheatgerm (1936) - The Nymph Echo (1936) - L’Ange du Foyer ou Le Triomphe du Surréalisme (1937) | - The Angel of Hearth and Home (1937) - La Toilette de la mariée (1940) - Spanish Physician (1940) - Europe After the Rain (1940 – 1942) - Day and Night (1941 – 1942) - Surrealism and Painting (1942) - Window (1943) - Painting for Young People (143) - The Eye of Silence (1943 – 1944) - The King Playing with the Queen (1944) - Moonmad (1944) - The Table is Set (1944) - Napoleon in the Wilderness (1941) - Vox Angelica (1945) - Die Versuchung des Heiligen Antonius (1946) - Phases of the Night (1946) - Dangerous Correspondence (1947) - Design in Nature (1947) - Capricorn (1948) - Parisian Woman (1950) - Götterbote (1950) - The Weatherman (1951) - L’oiseau Rose (1956) - Petite Feerie Nocturne (1958) - Apres Moi le Sommeil (1958) - Paysage Arizona (1960) - Ursachen der Sonne (1960) - The Garden of France (1962) - Grand Ignorant (1965) - Corps Enseignant Pour une École de Tueurs (1967) - Nordlicht am Nordrhein (1968) - Ein Mond ist guter Dinge (1970) |

## Галерия
- „Дадавил“, 1924
- „Хабакук“, 1971